# Microcrambus hippuris
Microcrambus hippuris là một loài bướm đêm trong họ Crambidae.